# Rebater pelo ciclo

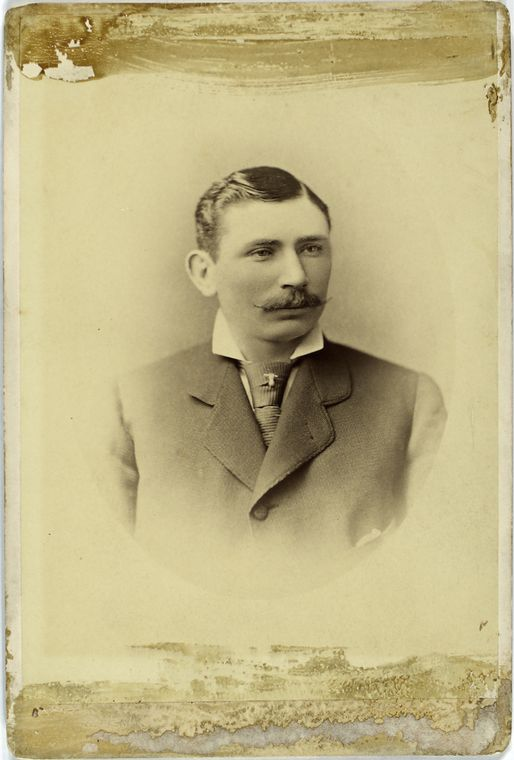
Curry Foley foi o primeiro jogador da história da Major League Baseball a rebater pelo ciclo.

No beisebol, rebater pelo ciclo significa que um jogador rebateu uma simples, uma dupla, uma tripla e um home run no mesmo jogo Conseguir as rebatidas nesta ordem é conhecido como "ciclo natural", o que ocorreu 14 vezes na Major League Baseball (MLB). Na ordem inversa é chamado de "ciclo reverso" e 6 jogadores conseguiram a façanha. O ciclo, por si só, é raro na MLB, ocorrendo 320 vezes desde que Curry Foley conseguiu o primeiro ciclo em 1882. Em termos de frequência, o ciclo é tão comum como o no-hitter. Tem sido chamado como "uma das mais raras" e "mais difíceis proezas" no beisebol. Baseado nos níveis ofensivos de 2009, a probabilidade de um jogador médio da MLB rebater pelo ciclo contra um time também médio é aproximadamente 0,00590%; isto corresponde a 2,5 ciclos em um temporada com 162 jogos e 30 times.
Em outras ligas de beisebol. o ciclo é alcançado menos frequentemente. Até 4 de Setembro de 2008, 63 jogadores da Nippon Professional Baseball (NPB), a mais alta liga japonesa, rebateram pelo ciclo, o mais recente sendo Rainel Rosario. Dois jogadores rebateram pelo ciclo no mesmo dia na história da NPB; isto aconteceu por duas vezes da história da MLB. Um jogador da NPB também rebateu pelo ciclo em jogo da NPB All-Star game. Nenhum jogador jamais rebateu pelo ciclo em um Jogo das Estrelas da Major League Baseball.
Brock Holt, jogando pelo Boston Red Sox, rebateu pelo ciclo pela primeira vez na história num jogo de pós temporada na Major League Baseball contra o NY Yankees em 9 de Outubro de 2018 pelo jogo 3 da Série Divisional da Liga Americana.
Só existe um time na MLB que, até agora, não teve um jogador rebatendo pelo ciclo — o Miami Marlins.

## Componentes

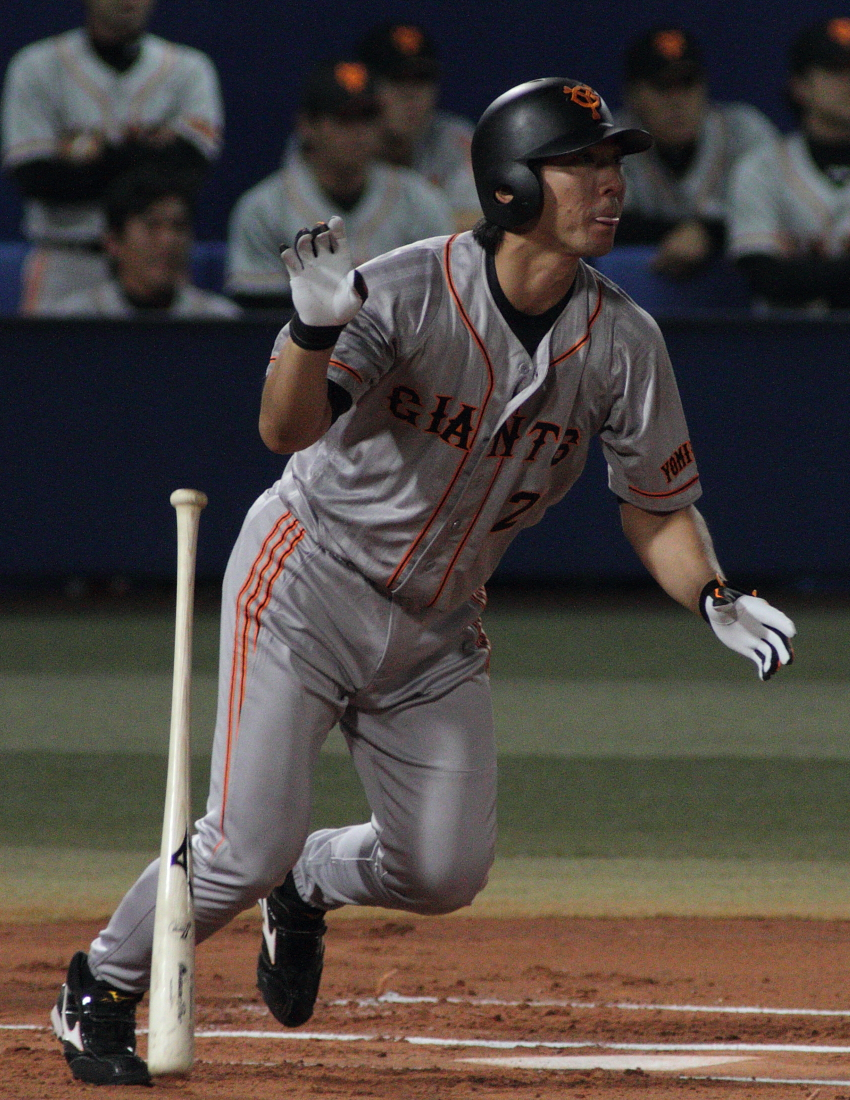
Michihiro Ogasawara é o mais recente jogador na história da Nippon Professional Baseball a rebater pelo ciclo.

### Simples
Nos termos da Major League Baseball (MLB), regra 6.09(a), "o rebatedor se torna homem em base quando ele rebate uma bola válida". A rebatida simples é o tipo mais comum de rebatida no beisebol: por exemplo, houve 25.838 rebatidas simples durante a temporada de 1988 da MLB, comparada a 6.386  rebatidas duplas ou 3.180 home runs. O líder da MLB em rebatidas simples é Pete Rose, que é também o líder de todos os tempos. O líder em rebatidas simples em uma temporada é Ichiro Suzuki, que quebrou o recorde de Willie Keeler - que perdurava 106 anos - em 2004 com 225, 19 a mais que o recorde anterior. Nenhum dos cinco maiores jogadores em simples (Rose, Ty Cobb, Eddie Collins, Cap Anson e Keeler) na história da MLB rebateram pelo ciclo; dos cinco, apenas Rose tinha mais que 150 home runs, e dois (Collins e Keeler) tinham menos que 50, diminuindo a probabilidade de eles completarem o ciclo.

### Dupla
Uma rebatida dupla é uma rebatida válida quando o rebatedor atinge a segunda base sem ser eliminado. Este cenário sempre ocorre quando a bola é rebatida entre os espaços dos  defensores externos, ou próximo as linhas laterais em ambos lados do campo Tris Speaker é líder em todos os tempos em duplas na história da MLB, com 792, uma das quais foi parte de um ciclo; Speaker conseguiu o feito jogando pelo Boston Red Sox em 9 de Junho de 1912, contra o St. Louis Browns. Dois dos outros cinco maiores jogadores em duplas também rebateram pelo ciclo: Stan Musial (725 duplas; terceiro em todos os tempos) completou em ciclo em 24 de Julho de 1949; e Craig Biggio (668; quinto em todos os tempos) completou a proeza em 8 de Abril de 2002. O líder em rebatidas duplas durante uma temporada na MLB é Earl Webb, o defensor externo, canhoto, rebateu 67 em 1931.

### Tripla
A rebatida tripla, em que um rebatedor atinge a terceira base sem ser eliminado e sem o benefício de um erro de campo, é sempre chamada "a parte mais difícil do ciclo" de se completar. Rebater uma tripla, muitas vezes, é similar a rebatida dupla, mas requer uma velocidade impressionante por parte do corredor. Por este motivo, é raro ver um jogador com baixa capacidade de corrida completar o ciclo, mas já aconteceu: o receptor Bengie Molina rebateu pelo ciclo em 16 de Julho de 2010; Molina se descrevia como "o cara mais lento do beisebol" no começo daquela temporada. O líder em triplas em todos os tempos da MLB é Sam Crawford, com 309 em sua carreira; entretanto, nenhuma destas rebatidas triplas foi parte de um ciclo. Dos cinco maiores jogadores da MLB em triplas, dois deles—Honus Wagner e Roger Connor—rebateram pelo ciclo: Connor em 1890 e Wagner em 1912. O recordista em triplas em uma temporada, Chief Wilson, rebateu pelo ciclo em 1910, dois anos antes de seu recorde de triplas em uma temporada, onde ele rebateu 36 vezes.

### Home run
Um home run é uma rebatida em que um jogador alcança o home plate, e anota uma corrida na mesma jogada sem ser eliminado. Quase sempre no beisebol moderno ocorre quando um jogador rebate a bola por sobre o muro em território válido. Entretanto, pode ocorrer quando a bola é rebatida dentro de campo, e o corredor, que tenha muita velocidade, consegue percorrer todas as bases e retornar ao home plate; esta jogada é chamada de inside-the-park home run. Rebatedores de home runs são quase sempre grandes, mais lentos devido à sua força e podem não ser suficientemente rápidos para completar a rebatida tripla. O líder em home runs na MLB em todos os tempos e também em apenas uma temporada é  Barry Bonds, que rebateu 73 home runs na temporada de 2001 e anotou 762 home runs em sua carreira de 22 temporadas. Bonds nunca rebateu pelo ciclo, assim como o segundo e terceiro colocados (Hank Aaron e Babe Ruth) entre os maiores rebatedores de home runs na história da MLB; o quarto maior rebatedor da história é Alex Rodriguez (696 home runs até o final da temporada 2016, e rebateu pelo ciclo em 5 de Junho de 1997.

## Realizações

### Major League Baseball

#### Múltiplos ciclos na MLB
O maior número de ciclos por um jogador na Major League Baseball é três, feito conseguido por três jogadores. John Reilly foi o primeiro a rebater pelo ciclo por três vezes, quando completou o ciclo em 6 de Agosto de 1890, depois de rebater seus dois primeiros ciclos em uma semana (12 e 19 de Setembro de 1883) pelo Cincinnati Reds. Bob Meusel se tornou o segundo homem a completar três ciclos, jogando pelo New York Yankees; seu primeiro ocorreu em 7 de Maio de 1921, o seguinte em 3 de Julho de 1922 e seu ciclo final em 26 de Julho de 1928. O terceiro, Babe Herman, é o único jogador de três ciclos a completar a proeza por dois times diferentes — o Brooklyn Robins (18 de Maio e 24 de Julho de 1931) e o  Chicago Cubs (30 de Setembro de 1933). Reilly (1884), Tip O'Neill (1887), Herman (1931) e Aaron Hill (2012) são os únicos jogadores na história da MLB que rebateram pelo ciclo duas vezes em uma temporada.
O maior número de ciclos rebatidos em apenas uma temporada foi oito, o que aconteceu duas vezes: primeiro na temporada de 1933, e novamente na temporada de 2009; todos os oito ciclos em cada uma destas temporadas foi rebatido jogadores diferentes. Múltiplos ciclos ocorreram no mesmo dia na história da  Major League Baseball por duas vezes: em 17 de Setembro de 1920, rebatido por Bobby Veach do Detroit Tigers e  George Burns do  New York Giants; e novamente em 1º de Setembro de 2008 quando Stephen Drew do Arizona Diamondbacks e Adrián Beltré do Seattle Mariners. Reciprocamente, o mais longo período de tempo entre dois jogadores rebaterem pelo ciclo foi 5 anos, 1 mês e 10 dias, uma seca que durou desde o ciclo de Bill Joyce em 1896 até o ciclo de Harry Davis em 1901.

#### Ciclos naturais na MLB
O ciclo natural, em que as rebatidas acontecem do menor para o maior (simples, dupla, tripla e home run), já foi conseguida 14 vezes na história da  MLB. Bill Collins foi o primeiro a conseguir as rebatidas na ordem em 6 de Outubro de 1910. O ciclo natural aconteceu mais comumente na década de  1960, ocorrendo três vezes em um intervalo de quatro anos (Jim Hickman em 1963, Ken Boyer em 1964 e Billy Williams em 1966). Também aconteceu três vezes em um intervalo de sete temporadas: de 2000 até 2006: José Valentín em 2000; Brad Wilkerson em 2003; e Gary Matthews, Jr. em 2006. O ciclo natural também aconteceu de maneira reversa (home run, tripla, dupla, simples) por seis jogadores: Bid McPhee (1887);Gee Walker (1937);Jim Fregosi (1968; seu segundo ciclo); Luke Scott (2006), Carlos Gómez (2008). e Rajal Davis (2016).

#### Outras realizações relacionadas

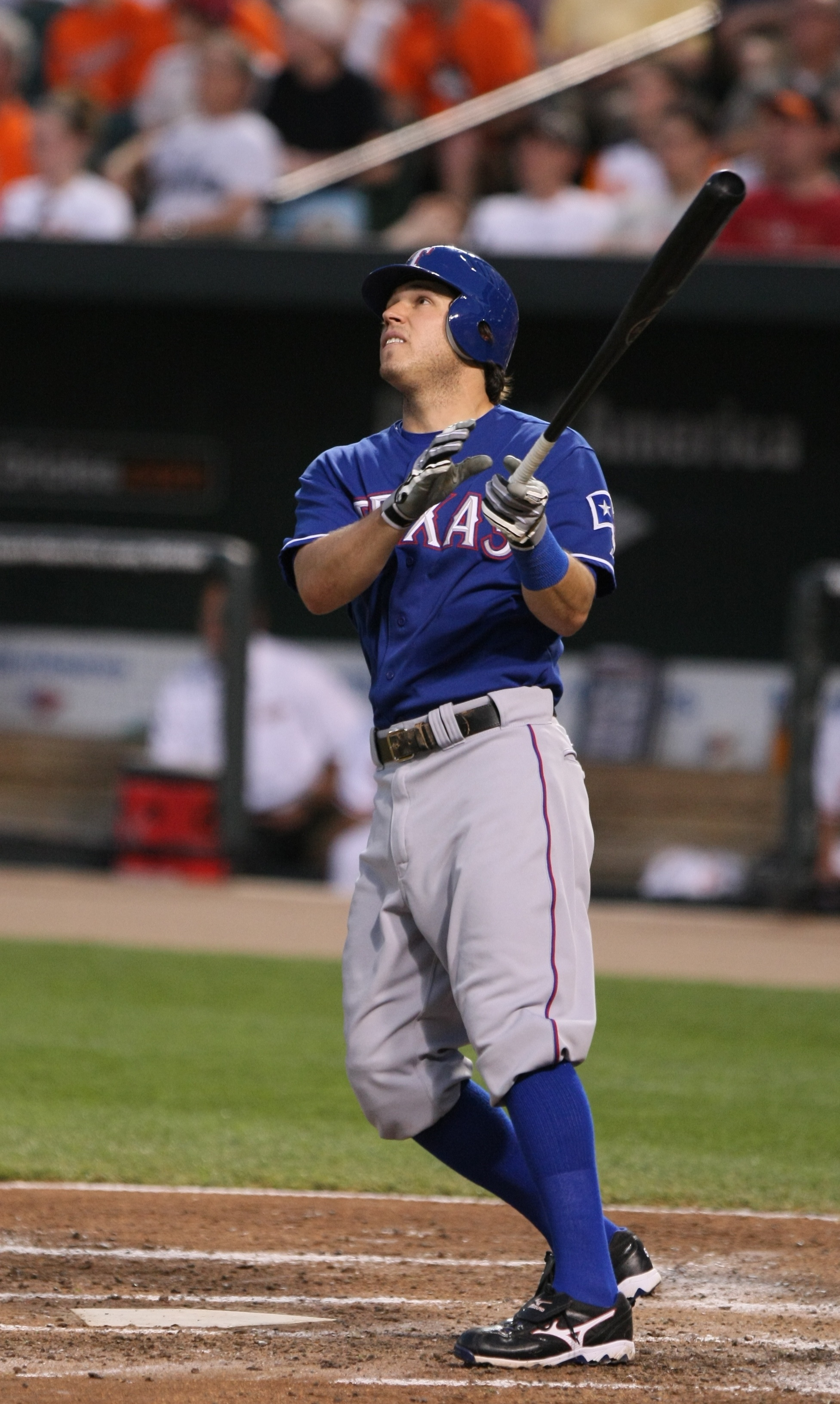
Ian Kinsler conseguiu 6 rebatidas em 6 chances no dia que conseguiu seu ciclo.

Oito jogadores rebateram um grand slam como o home run de seus ciclos; no século 21, a lista inclui Miguel Tejada, Jason Kubel e Bengie Molina. Seis jogadores rebateram um walk-off home run para ganhar o jogo como a rebatida final de seus ciclos: Boyer, César Tovar, George Brett, Dwight Evans,  Carlos González. e Nolan Arenado. Em 2009, Ian Kinsler conseguiu seis rebatidas no jogo em que rebateu pelo ciclo; o feito aconteceu no Jackie Robinson Day, em honra ao pioneiro jogador afro-americano. Ele próprio conseguiu rebater pelo ciclo em 29 de Agosto de 1948.
Quatro rebatedores rebateram pelo ciclo na mesma temporada em que ganharam a Tríplice Coroa: Nap Lajoie (American League) em 1901; Jimmie Foxx (American League) e Chuck Klein (National League) em 1933; e Lou Gehrig (American League) em 1934. Gehrig é o único jogador a a conseguir a Tríplice Coroa na MLB na mesma temporada em que rebateu pelo ciclo, liderando ambas ligas: Nacional e Americana em home runs, corridas impulsionadas e média de rebatidas. Quando Foxx e Klein ganharam na mesma temporada, cada um estava jogando por um time na Filadélfia: Klein pelo Phillies e Foxx pelo Athletics. Três jogadores—John Olerud , Michael Cuddyer e Bob Watson—rebateram pelo ciclo em ambas ligas: Nacional e Americana. Pai e filho também rebateram pelo ciclo: Gary Ward e Daryle Ward, conseguiram o feito em 1980 e  2004, respectivamente; assim como avô e neto: Gus e David Bell, o mais velho rebateu pelo ciclo em 1951, e o mais novo em 2004.
Dois jogadores – Joe Cronin e Adrián Beltré – rebateram pelo ciclo como membro de um determinado clube e depois como membro em um clube oponente (Cronin com o Washington Senators contra o Boston Red Sox e mais tarde com o Red Sox; Beltre com o Seattle Mariners contra o Texas Rangers e depois com o Rangers). Os dois ciclos de Beltre aconteceram no Rangers Ballpark in Arlington, o único jogador a conseguir dois ciclos no mesmo estádio jogando em dois times diferentes.

### Nippon Professional Baseball

#### Múltiplos ciclos na NPB

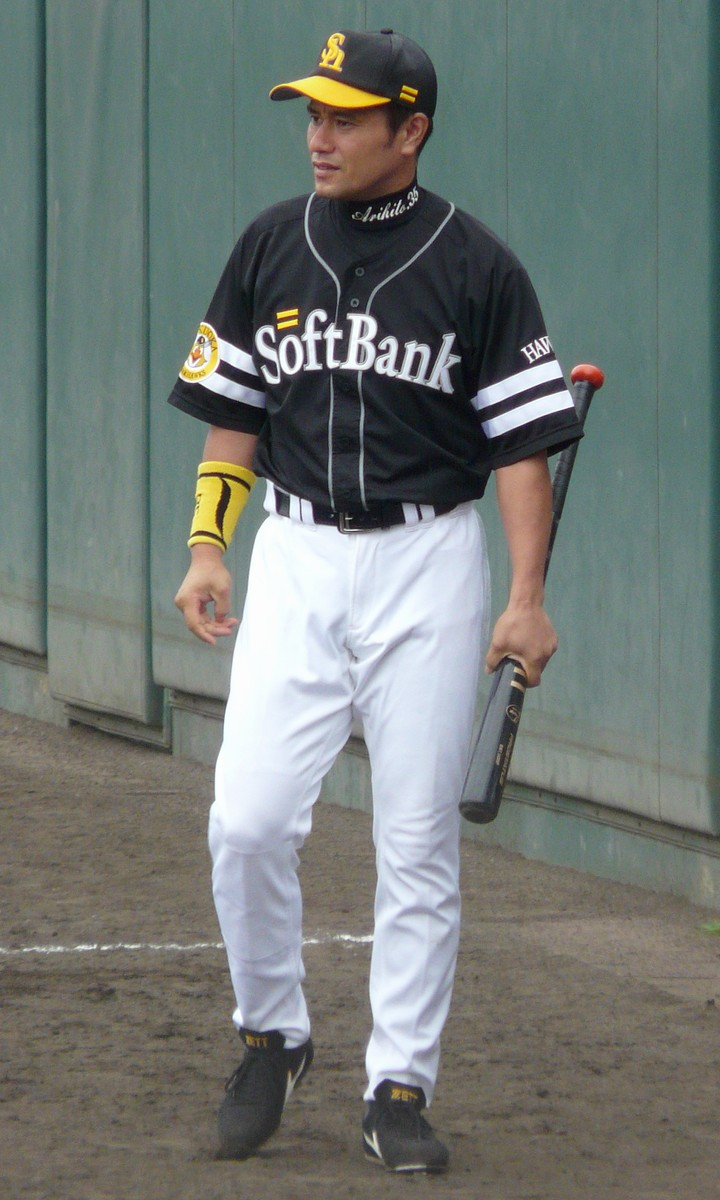
Arihito Muramatsu é um dos cinco jogadores a rebater um ciclo natural na NPB.

Durante suas oito temporadas jogando pelo Yokohama BayStars, Bobby Rose rebateu pelo ciclo três vezes, o maior número da Nippon Professional Baseball. Cada um espaçado por duas temporadas, seu primeiro ciclo ocorreu em 2 de Maio de 1995, o seguinte em 29 de Abril de 1997 e seu ciclo final em 30 de Junho de 1999. Além de Rose, somente dois jogadores da NPB rebateram múltiplos ciclos: Fumio Fujimura pelo Osaka Tigers e Hiromi Matsunaga pelo Hankyu/Orix Braves, ambos com dois. Fujimura é também o único jogador a rebater pelo ciclo tanto na era da liga japonesa única quanto na atual era das duas ligas.
Na temporada de 2003 da NPB aconteceram o maior número de ciclos em uma única temporada—cinco. Nesta temporada também aconteceu o único caso de ciclos ocorrendo no mesmo dia: em 1º de Julho, rebatidos por Atsunori Inaba do Yakult Swallows e  Arihito Muramatsu do Fukuoka Daiei Hawks. No dia seguinte, Shinjiro Hiyama se tornou o terceiro jogador a rebater pelo ciclo em dois dias. Reciprocamente, o mais longo período entre dois jogadores rebaterem pelo ciclo foi 3 anos, 5 meses e 9 dias, uma seca que durou do ciclo de Alex Ochoa em 2004 até Julio Zuleta em 2007.

#### Ciclos naturais na NPB
O ciclo natural foi conseguido cinco vezes na história da NPB. O segundo ciclo de Fumio Fujimura em 25 de Maio de 1950, foi a primeira vez que um jogador conseguiu a proeza. Em média, o ciclo natural ocorre aproximadamente à cada 13 anos. Além de Fujimura, outros quatro jogadores rebateram um ciclo natural: Kazuhiko Kondo em 1961, Takahiro Tokutsu em 1976, Takanori Okamura em 1985 e Muramatsu em 2003. O ciclo natural reverso aconteceu somente uma vez: Ochoa (2004).

#### Outras realizações relacionadas
Quando Ochoa rebateu pelo ciclo com Chunichi Dragons em 13 de Abril de 2004, se tornou o único jogador a rebater pelo ciclo tanto na Major League Baseball quanto na Nippon Professional Baseball. Oito anos antes, Ochoa tinha conseguido a mesma proeza em 3 de Julho de 1996, enquanto jogava pelo  New York Mets. O receptor do Yakult Swallows, Atsuya Furuta é o único jogador a rebater pelo ciclo em um jogo das estrelas da Nippon Professional Baseball, conseguindo no jogo 2 da série de 1992. Inaba é o único jogador a rebater pelo ciclo em um jogo interrompido por chuva.  Após rebater uma tripla na primeira entrada e um home run na quarta entrada, Inaba conseguiu as duas rebatidas necessárias na quinta entrada (com sete corridas) quanto voltou ao bastão pela segunda vez. Kosuke Fukudome é o único jogador a rebater pelo ciclo com um grand slam sendo o home run do ciclo. Hiroshi Ohshita e Kazuhiko Kondo são os únicos jogadores a conseguir um walk-off home run em seus ciclos.